# Čovjek koji nije mogao šutjeti
Čovjek koji nije mogao šutjeti é um filme de drama em curta-metragem croata de 2024, escrito e dirigido por Nebojša Slijepčević. O filme dramatiza o massacre de Štrpci de 1993, quando 18 muçulmanos bósnios e 1 croata foram retirados de um trem pelo grupo paramilitar Águias Brancas Sérvias e massacrados; é centrado em Tomo Buzov (Dragan Mićanović), o único passageiro não bósnio no trem que tentou se levantar contra os agressores.
O elenco também inclui Goran Bogdan, Alexis Manenti, Martin Kuhar, Robert Ugrina, Jakov Zovko, Lara Nekić, Dušan Gojić, Priska Ugrina, Silvio Mumelas, Mijo Pavelko e Nebojša Pop Tasić.
O filme estreou no Festival de Cinema de Cannes de 2024, onde foi o vencedor da Palma de Ouro de Curta-Metragem. Também ganhou o prêmio de Curta-Metragem Europeia no 37º Prêmio Europeu de Cinema. Foi pré-selecionado para a categoria melhor curta-metragem em live action e, eventualmente, se tornou o indicado na mesma categoria para o 97º Oscar, tornando-se o primeiro filme croata a ser indicado ao Oscar nessa categoria e o primeiro filme croata em geral a ser indicado ao Oscar desde a independência da Croácia.

## Enredo
O filme retrata a história real do sequestro e crime em Štrpci (Bósnia e Herzegovina) em 27 de fevereiro de 1993, em um trem de passageiros viajando de Belgrado para Bar, quando a unidade paramilitar Beli Orlovi arrastou 24 muçulmanos bósnios do trem e acabou matando-os. No centro do filme está o croata Tomo Buzov, o único passageiro não bósnio no trem, que tentou confrontar os agressores.

## Elenco
- Goran Bogdan como Dragan
- Alexis Manenti como comandante da paramilitar Beli Orlovi
- Silvio Mumelaš como Milan
- Dragan Mićanović como Tomo Buzov
- Lara Nekić como estudante
- Priska Ugrina como neta
- Dušan Gojić como avó
- Nebojša Pop Tasić como maestro
- Martin Kuhar como soldado
- Jakov Zovko como soldado
- Mijo Pavelko como passageiro
- Robert Ugrina como passageiro
- Damir Markovina
- Antonio Nuić

## Prêmios e indicações
| Premiação | Data de cerimônia  | Categoria                            | Recipiente(s)       | Resultado | Ref.  |
| --------- | ------------------ | ------------------------------------ | ------------------- | --------- | ----- |
| Oscar     | 2 de março de 2025 | Melhor curta-metragem em live action | Nebojša Slijepčević | Indicado  | [ 6 ] |